# Aretaeus van Cappadocië
Aretaeus van Cappadocië (fl. 2e eeuw) was een Griekse arts die in zowel Rome als Alexandrië actief was. Aretaeus stond aan de basis van een heropleving van de hippocratische geneeskunde. Als arts was Aretaeus theoretisch verbonden aan de zogeheten pneumatische school welke uitging van de opvatting dat gezondheid verband houdt met de aanwezigheid van immateriële lucht (pneuma), een soort levensadem. Volgens deze school behoudt dit pneuma de samenhang van alles en iedere verandering eraan resulteert in ziekte.In de praktijk was Aretaeus echter een eclectische arts die zich met de overtuigingen van meerdere medische scholen inliet.

## Werk
Aretaeus schreef in het ionisch grieks, een dialect van het Oudgrieks, iets dat voor zijn tijd erg ongebruikelijk was.  Aangenomen wordt dat Aretaeus het ionisch grieks verkoos omdat dit het dialect is waarin Hippocrates zijn geschriften vervaardigde. Van Aretaeus zijn acht verhandelingen over ziekte overgeleverd, en deze worden beschouwd als een van de belangrijkste Grieks-Romeinse medische werken. De werken bevatten zeer nauwkeurige beschrijvingen van symptomen en de diagnostische kenmerken van verschillende ziekten. 
In zijn werk biedt Aretaeus klinische beschrijvingen van onder andere astma, epilepsie, baarmoederkanker, tetanus, leverkanker en verschillende mentale aandoeningen. Specifiek is Aretaeus bekend voor het geven van de eerste klinische beschrijving van coeliakie en Diabetes mellitus.